# Miroslav Lajčák
Miroslav Lajčák (Poprad, 20 marzo 1963) è un politico e diplomatico slovacco.

## Biografia
Dal giugno del 2007 al marzo del 2009 è stato Alto Rappresentante (OHR) per la Bosnia ed Erzegovina, figura istituita dall'Accordo di Dayton del dicembre del 1995.
Dal gennaio del 2009 al luglio del 2010 è stato Ministro degli affari esteri della Repubblica Slovacca, ruolo che è ritornato a ricoprire nell'aprile del 2012, in entrambe le occasioni come membro del governo guidato da Robert Fico.
Il 29 novembre 2018 si è dimesso dall'incarico a seguito della mancata approvazione dell'United Nations Global Compact da parte del parlamento slovacco.